# 전국화물자동차운송사업연합회
전국화물자동차운송사업연합회(全國貨物自動車運送事業聯合會, Korea Trucking Association ; KTA)는 화물운송회사의 경영안정과 화물운송업의 발전을 도모하기 위하여 설립된 단체이다. 서울특별시 서초구 동작대로 230 (방배동) 화물연합회관 11층에 위치하고 있다.

## 설립 근거
- 화물자동차 운수사업법[3]

## 연혁
- 1954년 2월 15일 자동차단일연합회 발족
- 1957년 9월 20일 전국화물자동차운송사업조합연합회 창립
- 1961년 12월 30일 자동차운수사업법 제정
- 1981년 7월 1일 공제조합 설립 및 업무개시
- 1981년 9월 19일 행정구역 조정으로 대구, 인천직할시화물조합 설립
- 1989년 2월 9일 행정구역 조정으로 대전직할시화물조합 설립
- 1991년 3월 22일 행정구역 조정으로 광주직할시화물조합 설립
- 1991년 9월 27일 개별, 용달, 알선업종 연합회에서 분리
- 1997년 8월 8일 행정구역 조정으로 울산광역시화물조합 설립
- 1997년 8월 30일 화물자동차운수사업법 제정·공포
- 1998년 3월 24일 전국화물자동차운송사업조합연합회를 전국화물자동차운송사업연합회로 명칭 변경
- 1998년 10월 28일 화물연합회관을 마련하여 연합회 및 공제조합 이전
- 1999년 7월 1일 화물운송사업 등록제 시행
- 2002년 3월 12일 제18대 윤영호 회장 취임
- 2004년 4월 12일 화물운송사업 허가제 시행
- 2005년 3월 11일 제19대 민경완 회장 취임
- 2006년 5월 12일 제20대 성종락 회장 취임
- 2007년 2월 7일 제21대 김옥상 회장 취임
- 2014년 3월 3일 제22대 황인범 회장 취임
- 2015년 2월 11일 제22대 신한춘 보궐회장 취임

## 주요 업무
- 화물업권 보호 및 발전도모
- 경영수지 개선을 위한 각종 지원제도 및 불합리한 제도개선
- 교통안전 및 친환경대책 수립
- 연합회 및 시·도협회 조직강화를 통한 단체역량 강화

## 조직

### 전국화물자동차운송사업연합회장
- CTCA
- 전국물량운송사업자협의회

### 부회장
- 전국화물자동차운송사업연합회공제조합

### 상근부회장

#### 상무이사

##### 총무부
- 총무과
- 경리과

##### 업무부
- 기획과
- 경영지도과

## 같이 보기
- 전국화물자동차운송주선사업연합회
- 전국개별화물자동차운송사업연합회
- 전국용달화물자동차운송사업연합회
- 화물복지재단
- 한국교통연구원